# Eljaröd
Eljaröd is een plaats in de gemeente Tomelilla in het Zweedse landschap Skåne en de provincie Skåne län. De plaats heeft 86 inwoners (2005) en een oppervlakte van 15 hectare. Eljaröd wordt voornamelijk omringd door landbouwgrond, deze landbouwgrond gaat echter al vrij snel over in bos. Midden in de plaats staat de kerk Eljaröds kyrka, deze kerk stamt uit de 13de eeuw. De plaats Tomelilla ligt zo'n twintig kilometer ten zuiden van het dorp.

## Verkeer en vervoer
Bij de plaats loopt de Riksväg 19.
Tomelilla · Brösarp · Onslunda · Smedstorp · Lunnarp · Spjutstorp · Eljaröd · Ramsåsa · Benestad · Andrarum